# Alice Voinescu
Alice Steriadi Voinescu (Turnu Severin, 10 febbraio 1885 – Bucarest, 4 giugno 1961) è stata una saggista, filosofa, traduttrice, critica d'arte e docente rumena, la prima donna in Romania ad ottenere una laurea e successivamente un dottorato in filosofia, rispettivamente nel 1908 e nel 1913.

## Biografia

### L'infanzia
Nata Alice Steriadi, figlia dell'avvocato Sterie Steriadi e di Masinica Poenaru (nipote dell'illuminista Petrache Poenaru), sin da piccola si dimostrò portata per le lingue. A cinque anni era in grado di leggere romeno e tedesco, cui a sei anni aggiunse il francese.
Educata in casa con insegnanti privati di ispirazioni cattolica, sviluppò una buona capacità musicale grazie alla madre, abile pianista.
Dopo la morte del padre nel 1902 si iscrisse alla facoltà di medicina di Bucarest, abbandonando però gli studi pochi anni dopo e iscrivendosi alla facoltà di Lettere e Filosofia. Nel 1908 si laureò in filosofia alla Facoltà di lettere e filosofia di Bucarest sotto la guida di Titu Maiorescu, e venne mandata dalla madre ad approfondire gli studi in Francia e Germania per ottenere un dottorato.

### Gli studi universitari

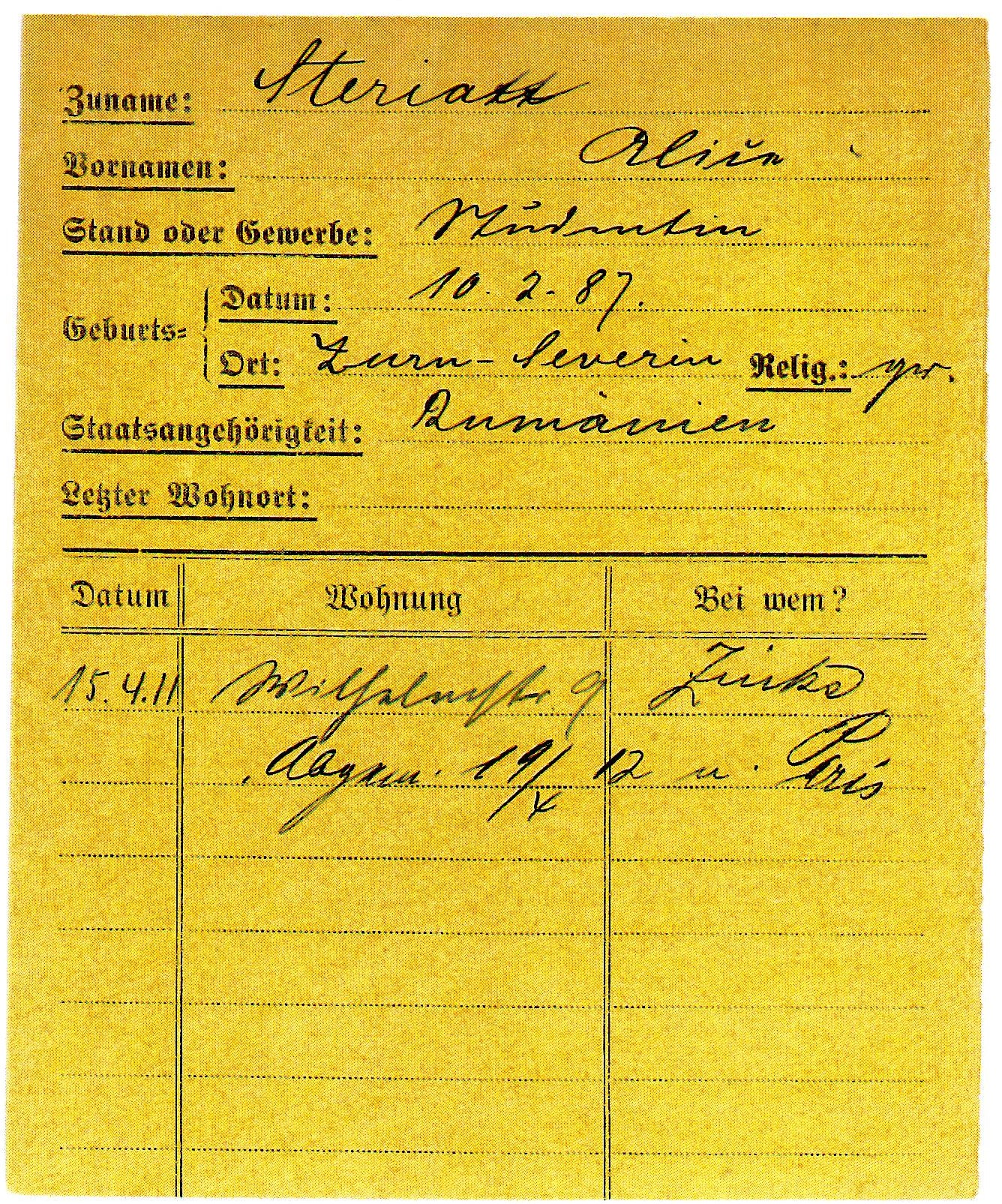
Copia della scheda di registrazione di Alice Voinescu Steriade come studente nella città di Marburgo 1911/12

Durante gli studi a Lipsia rimase colpita dalla filosofia estetica, e segue le lezioni di Theodor Lipps, Johannes Volkelt. Nel 1910, anno in cui rimase orfana, si spostò a Parigi, proseguendo gli studi in filosofia con Léon Brunschvicg, André Lalande e Victor Delbos. Ritornò in Germania per la sua tesi di dottorato presso l'Università di Marburgo dove conobbe Hermann Cohen e divenne amica di Nicolai Hartmann.
Ottenne il suo dottorato nel 1913 alla Sorbona, con una tesi dal titolo Interprétation de la doctrine de Kant par l'école de Marburg - Étude sur l'idéalisme critiquée che ottenne un'approvazione tale da meritarle il ruolo di conferenziere all'Università di Parigi e la partecipazione ad una serie di conferenze negli Stati Uniti. Rifiutò tuttavia entrambe le offerte, preferendo ritornare in Romania.

### Il ritorno in patria
Lì nel 1915 sposò l'avvocato Stelian Voinescu, con cui ebbe una relazione travagliata.
Partecipò ad concorso per la cattedra di Storia della Filosofia moderna all'università di Bucarest, ma venne rifiutata per il fatto di essere donna, una condizione che avrebbe costituito un precedente indesiderato per i dirigenti della facoltà.
Dopo aver insegnato in una scuola industriale, in seguito alla prima guerra mondiale riprese a tenere conferenze di filosofia, letteratura e società grazie ai buoni uffici di suo zio (ed ex professore a Bucarest) C. Radulescu-Motru.
Nel 1922 le venne assegnata la cattedra di Estetica e Storia del Teatro presso il Conservatorio di musica e arte drammatica di Bucarest, insegnando in cicli di tre anni che spaziavano dalla drammaturgia classica greca ai capolavori francesi fino a Shakespeare. Intanto, insegnò sociologia alla Scuola superiore di assistenza sociale, militando nei movimenti femministi per l'emancipazione e l'educazione della donna.

## Rapporti con gli intellettuali europei
Partecipò alle Décades de Pontigny del 1925, un forum di discussione intellettuale organizzato da Paul Desjardins che raccoglieva le più brillanti menti europee. Partecipò anche alle edizioni del 1929, 1930, 1932 e 1938.
Nel 1926 fu cofondatrice dell'Unione degli intellettuali romeni, con i quali scrisse un appello alla costituzione di una comunità intellettuale internazionale.
Alle Decades conobbe personalmente Roger Martin Du Gard e André Gide, con cui sviluppò una cordiale amicizia. Su richiesta di Du Gard, a partire dal 1929 la Voinescu cominciò a tenere una serie di 34 diari di appunti, che continuò ad aggiornare fino alla morte.
Nel 1930 visitò l'Italia, principalmente Venezia e Firenze, dove conobbe le arti plastiche.
Nel 1936 andò in Inghilterra, per fondare un'organizzazione intellettuale di stampo religioso: già l'anno dopo abbandonò il direttorato dell'ente, dilaniato da conflitti interni.
Tra il 1932 e il 1942 la Voinescu sperimentò il nuovo mezzo di comunicazione di massa, la radio, tenendo una serie di letture a tema femminista. nel 1936 pubblicò un importante saggio monografico su Michel de Montaigne, e partecipò alla stesura della Storia della Filosofia Moderna della Società Filosofica Romena.
Dal 1939 e per tutti gli anni quaranta si interessò di drammaturgia, curando un volume di commedie degli emergenti Frank Wedekind, George Bernard Shaw, Luigi Pirandello e Paul Claudel.

### Gli anni della censura e il carcere
La morte del marito nel 1940 la gettò in uno stato di prostrazione, che superò con l'aiuto dell'amico musicista George Enescu e di sua moglie Maria Tescanu Rosetti conosciuta come Maruca Cantacuzino. Nello stesso anno espresse pubblicamente il suo sdegno per l'assassinio dello storico Nicolae Iorga da parte dei Legionari.
In seguito, trascorse gli anni della guerra scrivendo un libro su Eschilo con la collaborazione di David Pippidi, e nel l'immediato dopoguerra partecipò alla vita culturale romena pubblicando drammi e saggi su riviste letterarie ed esprimendo pareri e denunce sulla nascente censura sovietica, sui fatti politici e sulla vita civile.
Queste posizioni la spinsero a chiudere le collaborazioni con la prestigiosa Revista Fundatiilor Regale come segno di protesta, e le crearono inimicizie nell'ambiente politico: fu costretta ad abbandonare le sue cattedre, continuando però una serie di incontri privati con studiose selezionate.
Sempre in seguito alle sue prese di posizione pubbliche, all'inizio del 1951 la Voinescu divenne bersaglio per la censura, che distrusse le copie rimanenti dell'opera su Eschilo. La Voinescu venne arrestata e imprigionata a Jilava, senza un regolare processo. Dopo essere stata trasferita a Ghencea, venne rilasciata nel novembre 1952 con l'obbligo di risiedere stabilmente a Costești, un piccolo villaggio presso il suo paese natale.

### Gli ultimi anni
Numerose proteste da letterati e intellettuali rumeni nel dicembre 1953 spinsero il governo a lasciare libera definitivamente l'autrice dal gennaio successivo, che però rimase priva di mezzi e costretta a vivere di una misera pensione e del suo lavoro di traduttrice. Anche in queste ristrettezze, continuò i rapporti epistolari con alcuni amici e un gruppo di giovani studiose, in alcuni aiutando economicamente lei stessa le allieve nonostante le ristrettezze.
Nel luglio 1960 intraprese la stesura di una serie di saggi sull'opera Shakespeariana, approfondendo in particolar modo il tema del dialogo dell'Amleto.
Morì tra il 3 e il 4 giugno 1961 in povertà, e le sue opere passarono presto in secondo piano per via del regime repressivo.
Solo a partire dal 1983, un lavoro di analisi condotto da Dan Grigorescu permise di ripubblicare i suoi libri, affiancati da alcuni inediti, seguiti solo dopo la rivoluzione del 1989 anche dal suo diario e dalle lettere.

## Eredità
Il diario incluse note su personalità culturali dei periodi tra le due guerre e del dopoguerra; le sue relazioni con altre persone, in particolare le sue interazioni con gli abitanti del villaggio durante la sua reclusione e le sue riflessioni su questioni storiche e sociali. Voinescu esternò candidamente le sue esperienze, come la sua avversione per l'antisemitismo e la propaganda che giustificano le confische del governo e la nazionalizzazione delle proprietà degli ebrei rumeni, mentre contemporaneamente considerò la possibilità di ottenere una di quelle case per alleviare le difficoltà finanziarie in cui la morte di suo marito l'aveva lasciata. Denunciò la persecuzione del popolo rom e le sue frustrazioni per la vulnerabilità delle donne affrontate a causa di restrizioni sociali. Scrisori din Costesti (Lettere da Costesti), scritto durante i suoi arresti domiciliari, fu pubblicato nel 2001.
Il diario di Alice Voinescu ispirò lo spettacolo teatrale Alice non sa morire (Alice nu stie sa moara), di Gheorghe Truta messo in scena dal Teatrul Na?ional "Marin Sorescu" Craiova (ex Teatrul National Craiova) con la regia di Mircea Cornisteanu e premiato dalla Fondazione "Alice Voinescu" (con sede a Drobeta-Turnu Severin) nel 2006.
A lei venne intitolata la scuola elementare e media con sede in Bulevardul Tudor Vladimirescu 71A a Drobeta-Turnu Severin, CAP 220016.

## Opere
- L‘interprétation de la doctrine de Kant par l‘école de Marburg: Étude sur l‘idéalisme critique, Giard & Brière (1913).
- Montaigne. L'uomo e l'opera (Montaigne. Omul și opera), Revista Fundațiilor Regale, Bucarest (1936).
- Aspetti del teatro contemporaneo (Aspecte din teatrul contemporan), Fundația Regală pentru Literatură și Artă, Bucarest (1941).
- Eschilo (Eschil), Revista Fundațiilor Regale, Bucarest (1946).
- Incontro con gli eroi della letteratura e del teatro (Întâlnire cu eroi din literatură și teatru), edizione curata da Dan Grigorescu, Editura Eminescu, Bucarest (1983), 840 pagine.
- Lettere per mio figlio e mia figlia (Scrisori catre fiul si fiica mea), Editura Dacia, Cluj-Napoca (1994).
- Kant e la scuola di Marburgo (Kant și școala de la Marburg), Editura Eminescu, Bucarest (1999).
- Lettere da Costesti (Scrisori din Costesti) edizione curata da Constandina Brezu, Editura Albatros, Bucarest (2001).
- Diario (Jurnal), Editura Albatros 1997, 881 pagine, edizione curata da Maria Ana Murnu, con la prefazione di Alexandru Paleologu. Ristampa 2013, Editura Polirom, 2 volumi, 1032 pagine.